# 宇治の宝蔵
宇治の宝蔵（うじのほうぞう）は、中世日本の説話や御伽草子など古典文学の世界に現れる架空の経蔵。京都府宇治市にある平等院の阿弥陀堂南西にあったと推定される。

## 概要
経蔵の鍵は藤氏長者が代々受け継いで一切経会の日に開扉されるといい、藤氏長者が就任後はじめて訪れる「宇治入り」のとき以外は人の立ち入りが厳重に管理された。渓嵐拾葉集巻九二「雑記部」によれば、藤原頼通は死後に龍神に姿を変えて宇治川に棲んだとされ、丑の刻になると川から姿を現して経蔵を見回ったという。

## 収蔵品
御伽草子などの書物では、宇治の宝蔵に酒呑童子、玉藻前、大嶽丸の首や遺骸が納められたとされ、これら日本三大妖怪の遺骸や遺骸の一部は宝蔵の所有者が妖怪の霊力に勝る武力・知略・神仏の加護を所有している象徴とされる。他に『源氏物語』「雲隠」なども収蔵されたという。
ただし宇治の宝蔵は空想世界のことであり、現実世界の宇治の宝蔵にはこれら収蔵品が含まれたという記録はない。